# Euphyia subolivescens
Euphyia subolivescens là một loài bướm đêm trong họ Geometridae.